# Rhizorhagium arenosum
Rhizorhagium arenosum är en nässeldjursart som först beskrevs av Joshua Alder 1862.  Rhizorhagium arenosum ingår i släktet Rhizorhagium och familjen Bougainvilliidae.
Artens utbredningsområde är Södra Ishavet. Inga underarter finns listade i Catalogue of Life.